# Quốc lộ 51
De Quốc lộ 51 (nationale weg 51) is een weg in Vietnam die voert door de provincies Đồng Nai en Bà Rịa-Vũng Tàu. De weg verbindt Biên Hòa met Vũng Tàu. Bij Biên Hòa sluit hij met een rotonde aan de Hoofdweg van Hanoi. De weg is ongeveer 85 kilometer lang. 
QL1 · QL1B · QL1K · QL2 · QL3 · QL4 · QL5 · QL6 · QL7A · QL7B · QL8A · QL8B · QL9A · QL9B · QL12 · QL12A · QL14 · QL14B · QL14C · QL14D · QL14E · QL15 · QL15 (Biên Hoà) · QL18 · QL20 · QL51 · QL55 · QL56